# Two for the Money
Two for the Money är en thriller/dramafilm från 2005 i regi av D.J. Caruso och med Matthew McConaughey, Al Pacino och Rene Russo i rollerna. Filmen handlar om hasardspel.

## Handling
Brandon Lang (Matthew McConaughey) är en före detta idrottsstjärna som har en speciell förmåga att förutse sportresultat. Han får jobb hos Walter Abraham (Al Pacino), som är chef för en av USA:s största bookmakers. Walter tjänar enorma summor på sin lärling, ända tills manipulerandet går över gränsen och Brandon plötsligt börjar misslyckas...

## Rollista
| Al Pacino           | – Walter     |
| Matthew McConaughey | – Brandon    |
| Rene Russo          | – Toni       |
| Armand Assante      | – Novian     |
| Jeremy Piven        | – Jerry      |
| Jaime King          | – Alexandria |
| Kevin Chapman       | – Southie    |
| Ralph Garman        | – Reggie     |
| Gedde Watanabe      | – Milton     |
| Carly Pope          | – Tammy      |
| Charles Carroll     | – Chuck      |
| Gerard Plunkett     | – Herbie     |
| Craig Veroni        | – Amir       |
| James Kirk          | – Denny      |
| Chrislyn Austin     | – Julia      |